# Lemmenkallio (ö i Södra Österbotten)
Lemmenkallio är en ö i Finland. Den ligger i sjön Kuorasjärvi och i kommunen Alavo i den ekonomiska regionen  Kuusiokunnat  och landskapet Södra Österbotten, i den sydvästra delen av landet, 300 km norr om huvudstaden Helsingfors. Öns största längd är 10 meter i öst-västlig riktning.